# Pardosa lyrivulva
Pardosa lyrivulva är en spindelart som först beskrevs av Friedrich Wilhelm Bösenberg och Embrik Strand 1906.  Pardosa lyrivulva ingår i släktet Pardosa och familjen vargspindlar. Inga underarter finns listade i Catalogue of Life.